# João Bayer Filho
João Bayer Filho (Tijucas, 21 de outubro de 1893 — Tijucas, 2 de agosto de 1967) foi um advogado e político brasileiro.

## Biografia
Filho de João Bayer e de Matilde Klann Bayer. Casou-se com Catarina Gallotti, filha de Francisca Angeli Gallotti e de Benjamin Gallotti.
Realizou seu primeiros estudos no Ginásio Catarinense, depois estudou direito nas Escolas de Direito e Comércio, em São Paulo (em 1913) e Direito pela Faculdade de Ciências Jurídicas e Sociais do Rio de Janeiro, onde se formou em 1917.
Foi prefeito de Tijucas de 1921 a 1923.
Foi deputado à Assembleia Legislativa de Santa Catarina na 12ª legislatura (1925 — 1927) e na 13ª legislatura (1928 — 1930).